# Zaretis leopoldina
Zaretis leopoldina är en fjärilsart som beskrevs av Hans Fruhstorfer 1909. Zaretis leopoldina ingår i släktet Zaretis och familjen praktfjärilar. Inga underarter finns listade i Catalogue of Life.